# Barris de Riga
Els Barris de Riga són les noves divisions de la ciutat de Riga a Letònia, d'acord amb el Departament del desenvolupament de l'Ajuntament de Riga, quan el 2008, va començar a treballar amb un nou pla de definició dels barris. Aquest pla, encara que no està confirmat oficialment, consisteix en 58 barris, cadascun amb el seu propi centre, la seva pròpia forma arquitectònica i paisatge, tanmateix no pretenen ser una forma de divisió administrativa.

## Antecedents
Des del primer període de la independència de Letònia, la ciutat de Riga mai no va tenir una divisió més petita que les sis entitats administratives territorials - Central, Kurzeme, Nord, Latgàlia, Vidzeme i Zemgale-, malgrat l'inici d'una divisió menor de 47 micro entitats (en letó: mikrorajoni), les seves fronteres comunes només estaven en una fase inicial.
Històricament van ser utilitzades unes divisions encara més petites, un exemple seria Spilve que constava de Beķermuiža, Krēmeri, Voleri, Rātsupe i Liela muiža. El fet que aquestes divisions tenien fronteres no oficials sovint creaven problemes amb la seva interpretació entre els habitants i els funcionaris públics amb diverses opinions.

## Noms del barris de Riga
| - 1. Bolderāja - 2. Daugavgrīva - 3. Dzirciems - 4. Iļģuciems - 5. Imanta - 6. Kleisti - 7. Ķīpsala - 8. Rītabuļļi - 9. Spilve - 10. Voleri - 11. Zasulauks - 12. Āgenskalns - 13. Atgāzene - 14. Beberbeķi - 15. Bieriņi |  | - 16. Bišumuiža - 17. Katlakalns - 18. Mūkupurvs - 19. Pleskodāle - 20. Salas - 21. Šampēteris - 22. Torņakalns - 23. Ziepniekkalns - 24. Zolitūde - 25. Čiekurkalns - 26. Jaunciems - 27. Kundziņsala - 28. Mangaļsala - 29. Mežaparks - 30. Mīlgrāvis |  | - 31. Pētersala-Andrejsala - 32. Sarkandaugava - 33. Trīsciems - 34. Vecāķi - 35. Vecdaugava - 36. Vecmīlgrāvis - 37. Vecrīga - 38. Centrs - 39. Berģi - 40. Brasa - 41. Brekši - 42. Bukulti - 43. Dreiliņi - 44. Jugla - 45. Mežciems |  | - 46. Purvciems - 47. Skanste - 48. Suži - 49. Teika - 50. Avoti - 51. Dārzciems - 52. Dārziņi - 53. Grīziņkalns - 54. Ķengarags - 55. Maskavas Forštate - 56. Pļavnieki - 57. Rumbula - 58. Šķirotava |  |